# 상신중학교
상신중학교(上新中學校)는 대한민국 서울특별시 은평구 신사동에 있는 공립 중학교이다.

## 학교 연혁
- 1985년 3월 2일 : 황석근 초대 교장 취임
- 1985년 3월 4일 : 제1회 입학식 거행(남 8학급, 여 6학급)
- 1985년 5월 6일 : 개교식 거행
- 1988년 2월 12일 : 제1회 졸업식 거행
- 2014년 3월 3일 : 서울시교육청지정 자유학기제 연구학교 지정
- 2020년 9월 1일 : 한현근 제12대 교장 취임
- 2023년 1월 4일 : 제36회 졸업식 거행(119명 졸업, 총 졸업생수 11,657명)
- 2023년 3월 2일 : 제39회 입학식 거행(94명 입학)

## 참고 자료
- 상신중학교 - 한국교육학술정보원 학교알리미